# Hamdi Nagguez
Hamdi Nagguez ou Hamdi Naguez (arabe : حمدي النقاز), né le 28 octobre 1992 à Menzel Kamel, est un footballeur international tunisien. Il joue au poste d'arrière droit.

## Clubs
- juillet 2013-janvier 2018 : Étoile sportive du Sahel (Tunisie)
- janvier 2018-décembre 2019 : Zamalek Sporting Club (Égypte)
- février-juillet 2020 : Sūduva Marijampolė (Lituanie)
- juillet 2020-septembre 2021 : Espérance sportive de Tunis (Tunisie)
- septembre-octobre 2021 : Zamalek Sporting Club (Égypte)
- octobre 2021-janvier 2022 : Al-Ahli FC (Arabie saoudite)
- septembre 2022-octobre 2024 : Ismaily Sporting Club (Égypte)
- depuis avril 2025 : Al-Shahania Sports Club (Qatar)

## Palmarès
- Championnat de Tunisie (2) :
  - 2016 avec l'Étoile sportive du Sahel
  - 2021 avec l'Espérance sportive de Tunis
- Coupe de Tunisie (3) :
  - 2012, 2014 et 2015 avec l'Étoile sportive du Sahel
- Coupe de la confédération (2) : 
  - 2015 avec l'Étoile sportive du Sahel
  - 2019 avec le Zamalek SC
- Coupe d'Égypte (2) : 
  - 2018 et 2019 avec le Zamalek SC
- Supercoupe de Lituanie (0) : 
  - Finaliste en 2020 avec Sūduva Marijampolė